# Canthidium magnum
Canthidium magnum là một loài bọ cánh cứng trong họ Bọ hung (Scarabaeidae).